# Ibrahim ibn Ya'qub
Ibrāhīm ibn Yaʿqūb (in arabo  إبراهيم بن يعقوب الإسرائيلي الطرطوشي‎?, Ibrāhīm b. Yaʿqūb al-Isrāʾīlī al-Ṭurṭūšī; in ebraico אברהם בן יעקב‎?, Avraham ben Jacov) (Tortosa, 912 – 966) fu un inviato del Califfato di Cordova, dalla musulmana Tortosa, per stilare relazioni di viaggio sulle città che avrebbe visitato in tale veste nell'Europa centrale, e sui costumi dei popoli visitati.
Le sue relazioni sui viaggi, in particolare quelle dalla Franconia orientale, tra cui dalle città di Magonza, Spira e Worms, così come quelle dalle zone slave dell'Europa centro-orientale, soprattutto dalle città di Praga e Cracovia e dalla capitale obodrita della Rocca di Meclemburgo, nonostante i problemi di trasmissione, appartengono alle fonti d'informazione più importanti su quei tempi.

## Biografia
Ibrāhīm b. Yaʿqūb era di origini ebraiche. Sulla sua vita non si quasi nulla, cosicché sulla sua formazione e sulle funzioni connesse ai suoi viaggi si possono fare solo congetture basate sui suoi scritti.
Nei suoi rapporti egli dedica molta attenzione ai commerci ed alle questioni economiche, il che porta a ritenere che si trattasse di un mercante. D'altro canto egli mostra però anche interesse per l'etnografia, le malattie e le condizioni climatiche, il che indica una buona formazione di base. Gli storici Leopold von Ranke ed Eliyahu Ashtor ritengono possibile che egli fosse un medico ebreo sefardita. Peter Engels, in una sua pubblicazione del 1991, lascia intendere che Ibrāhīm b. Yaʿqūb non fosse ebreo di nascita, bensì un ebreo convertito alla fede islamica, solo dalla sua nisba al-Israʾīlī, che sarebbe stata utile a indicare le sue origini.
Nei suoi rapporti Ibrāhīm ibn Yaʿqūb cita due incontri avuti con l'imperatore Ottone I. La datazione, basata sui viaggi, e la loro forza espressiva per le relazioni diplomatiche fra musulmani spagnoli e Mitteleuropa nel X secolo sono però controversi. Il primo incontro ebbe luogo nel 350º anno del Calendario islamico, il che significa fra il 20 febbraio 961 e l'8 febbraio 962, a Roma.

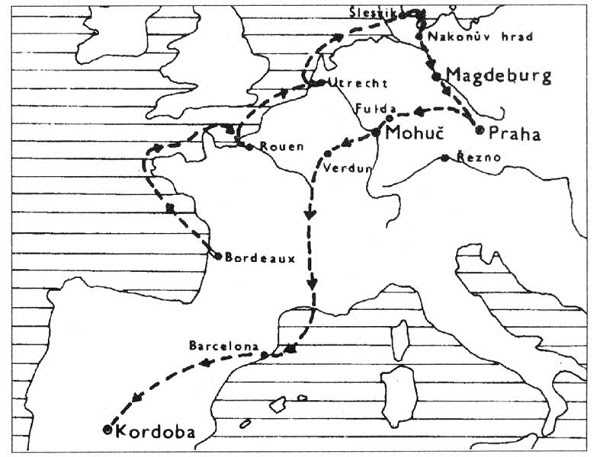
La rotta percorsa da Ibrāhīm ibn Yaʿqūb.

Su incarico del califfo di Cordova ʿAbd al-Raḥmān III, Ibrāhīm b. Yaʿqūb incontrò qui Ottone I come re di Bisanzio (mālik al-Rūm), evidentemente poco dopo la sua incoronazione, avvenuta il 2 febbraio 962.
Più volte fu ritenuto, come da Abdurrahman Ali el-Hajji (ʿAbd al-Raḥmān ʿAlī al-Ḥājjī), che l'interlocutore di Ibrāhīm b. Yaʿqūb a Roma sia stato non Ottone ma papa Giovanni XII.
Helmut G. Walther però provò con simili indicazioni, che malik al-Rūm indicava originariamente un sovrano laico.
Ancora controversi nelle ricerche sono luogo e tempo del secondo dei due incontri fra Ibrāhīm b. Yaʿqūb e Ottone I. Questo ebbe luogo o a Magdeburgo nel 965 o il 1º maggio 973 presso la corte di Ottone in Merseburg. Questo è nello stesso tempo il posto-chiave per la datazione di quasi tutti gli altri viaggi di Ibrāhīm b. Yaʿqūb.
Per questo sembra soprattutto necessario parlare sulle successive rotte di Ibrāhīm b. Yaʿqūb, che presumibilmente seguì verso valle l'Elba e la Saale (S. láwa) oltre Calbe (forse K-l-í-wí) e certamente oltre Nienburg (Saale) (Núb Gh.rád) fino alle saline (gestite da ebrei) presso Halle e successivamente oltre Wurzen (Búr.džín) sulla Mulde (M-l-dáwá) fin verso Praga (Brágha).
In confronto Helmut G. Walther riferisce che nel 965 non esiste alcuna fonte occidentale che suggerisca di una delegazione islamica, per cui M. Canard, André Miquel e Abdurrahman Ali el-Hajji lo ritengono null'altro che un viaggio per scopi privati.
Per il 973 sono state invece tramandate missioni sia arabe che polacche e bulgare, e fra queste anche quella di Ibrāhīm. Questi è il primo che riferisce dell'esistenza del duca di Polonia, Mieszko I. Vitichindo di Corvey riferisce di un'assemblea di corte nella Pasqua del 973, alla quale parteciparono inviati di numerosi popoli, provenienti da Bisanzio, Roma, Benevento, Polonia, Boemia, Ungheria, Bulgaria e Danimarca. Ottone I diede inizio alla festività dell'Assunzione a Merseburg, ove egli ricevette inviati dall' Africa ai quali egli dimostrò con doni onori regali e che esortò a trattenersi presso la sua corte, affinché essi dopo un po' di tempo con una risposta e presumibilmente contraccambiando l'ambasciata potessero rientrare in patria. Walther poteva ora probabilmente realizzare, che non si trattava, come per lo più ritenuto, di una legazione del califfo fatimide al Muʿizz (vedi anche Ifriqiya). Secondo il suo punto di vista sono «…i moderni interpreti […] qui vittime della particolare terminologia di Vitichindo. Per molti contemporanei l'Andalusia islamica faceva parte dell'Africa.» Contemporaneamente non vengono citate in altre fonti ambasciate fatimidi ad Ottone I che, viste le instabili circostanze politiche dei tempi, erano altamente improbabili. Walther partì da questo per affermare che il secondo incontro fra Ibrāhīm b. Yaʿqūb ed Ottone I doveva essere avvenuto nel 973 a Merseburg, ove un incontro con le legazioni polacche e bulgare sarebbe stato scontato.
Secondo gli usi degli andalusi omayyadi vi sarebbe stata, in congiunzione con il viaggio a Roma del 961/62, un'ulteriore legazione su incarico del califfo al-Ḥakam II, figlio e successore di ʿAbd al-Raḥmān III. Il carattere frammentario della relazione di viaggio non esclude l'esistenza di altri viaggi di Ibrāhīm b. Yaʿqūb nella Franconia orientale.

## Tradizione
Ibrāhīm b. Yaʿqūb redasse le descrizioni dei suoi viaggi presumibilmente dopo il suo rientro in Spagna dietro consiglio del califfo. Questo rapporto però non si è conservato né singolarmente né nella sua interezza, ma solo frammentariamente come singole citazioni in lavori di giovani geografi e cosmografi arabi.
La gran parte di esso è presentata nella rielaborazione del geografo arabo-andaluso Abū ʿUbayd ʿAbd Allāh al-Bakrī (vissuto nell'XI secolo), che lo aggiunse al capitolo sugli slavi del suo libro Kitāb al-mamālik wa l-masālik (Libro dei regni e delle strade).

Il libro fu completato nel 1068 e consiste in due manoscritti che si trovano a Istanbul più un terzo, andato perduto, ma noto nelle sue varianti. Altre informazioni sono utilizzate e citate da al-ʿUdhrī (m. 1085). Alcuni frammenti, che riguardano soprattutto le attuali Francia, Germania e Paesi Bassi, le tramandò il cosmografo Zakariyya al-Qazwini (m. 1283) nella sua descrizione panoramica Kitāb āthār al-bilād e anche Ibn ʿAbd al-Munʿim al-Himyarí (XIV-XV secolo) nel suo dizionario Kitāb al-rawḍ al-mitār fī khabar al-aktār.

### Edizioni
- (RU)  Arist Aristovič Kunik e barone Viktor Romanovič Rozen (Hrsg.), Izvěstija al-Bekri i drugich avtorov o Rusi i Slavjanach (Zapiski Imperatorskoj Akademii Nauk; 32, Pril. 2). Sankt Petersburg, 1878.
- (PL)  Tadeusz Kowalski, Relacja Ibrāhīma Ibn Jakūba z podróży do krajów słowiańskich w przekazie al-Bekrīego (Pomniki dziejowe Polski Ser. 2, T. 1. Wydawnictwa Komisji Historycznej. Polska Akademia Umieje̜tności Bd. 84). Skład Główny w Ksie̜garniach Gebethnera i Wolffa, Kraków, u.a. 1946.
- Lemma «Ibrāhīm b. Yaʿqūb» in (H. H. Ben-Sasson (ed.), The World History of the Jewish People, 2nd series, II, Tel Aviv, Dvir Publishing House, 1966, p. 305 e segg.

### Traduzioni
- (DE)  Arabische Berichte von Gesandten an germanische Fürstenhöfe aus dem 9. und 10. Jahrhundert. Ins Deutsche übertragen und mit Fußnoten versehen von Georg Jacob, Berlin, Leipzig, 1927.
- (CS)  Zpravá o slovanech Ibráhíma ibn Jakúba. In: Magnae Moraviae fontes historici Teil 3. Diplomata epistolae textus historici varii. Curaverunt Dagmar Bartoňková, Lubomír Havlík, Ivan Hrbek, Jaroslav Ludvíkovský und Radoslav Večerka, Spisy University J. E. Purkyně v Brně, Filos. fak. Bd. 134. Státní pedagog. Naklad., Pragae, 1969, S. 410-420.
- (SK)  Ján Pauliny: Arabské správy o Slovanoch (9.-12. storočie). Veda, Bratislava, 1999. ISBN 80-224-0593-0.

### Ricerche
- (EN)  Abdurrahman Ali el-Hajji: Ibrāhīm ibn Yaqūb at-Turtūshi and his diplomatic activity. In: The Islamic quarterly. A review of Islamic culture 14, 1970, ISSN 0021-1842 (WC · ACNP), S. 22-40.
- (EN)  Abdurrahman Ali el-Hajji: Andalusian diplomatic relations with western Europe during the Umayyad period (A.H. 138-366/A.D. 755-976). An historical survey. Dār al-Irshād, Beirut, 1970, S. 228-271].
- (FR)  André Miquel: L'Europe occidentale dans la relation arabe d'Ibrahim b. Ya'qub (Xe siècle). In: Annales. Economies, sociétés, civilisations 21, 1966, ISSN 0003-441X ISSN 0395-2649, S. 1048-1064 (Online
- (DE)  Adolf Böhm, Die Reise des jüdischen Händlers Ibrahim ibn Jakub 973 von Magdeburg nach Prag - Der Versuch der Rekonstruktion einer alten Handelsstraße. In: Erzgebirgische Heimatblätter 5/1980, S. 106-109, ISSN 0232-6078
- (DE)  Helmut G. Walther: Der gescheiterte Dialog. Das ottonische Reich und der Islam. In: Albert Zimmermann (Hrsg.): Orientalische Kultur und europäisches Mittelalter (Miscellanea mediaevalia 17). de Gruyter, Berlin, New York, u. a. 1985, ISBN 3-11-010531-4, S. 20–44. Online bei google Books
- (DE)  Peter Engels, Der Reisebericht des Ibrahim ibn Ya'qub (961/966), in: Anton von Euw & Peter Schreiner (Hrsg.): Kaiserin Theophanu. Begegnung des Ostens und Westens um die Wende des ersten Jahrtausends. Gedenkschrift des Kölner Schnütgen-Museums zum 1000. Todesjahr der Kaiserin. Schnütgen-Museum, Köln, 1991, S. 413-422.
- (EN)  Fuat Sezgin in collaboration with Mazen Amawi: Studies on Ibrāhīm ibn Yaʿqūb (2nd half 10th century) and on his account of Eastern Europe (Publications of the Institute for the History of Arabic-Islamic Science. Islamic Geography Bd. 159). Inst. for the History of Arabic-Islamic Science at the Johann Wolfgang Goethe Univ., Frankfurt am Main, 1994.
- (EN)  Petr Charvát und Jiří Prosecký (Hrsg.): Ibrahim ibn Ya'qub at-Turtushi. Christianity, Islam and Judaism meet in East-Central Europe, c. 800 - 1300 A.D. Proceedings of the International Colloquy 25. - 29. April 1994. Praha, 1996. ISBN 80-85425-20-3.